# Tichon Sergejevitsj Tsjitsjerin
Tichon Sergejevitsj Tsjitsjerin (Russisch: Тихон Сергеевич Чичерин) (Sint-Petersburg, 11 september 1869 - aldaar, 22 maart 1904) was een Russisch entomoloog.
Tsjitsjerin was een Russische aristocraat, uit een familie van oude adel en amateur entomoloog die gespecialiseerd was in kevers (coleoptera). Hij publiceerde op zeventienjarige leeftijd zijn eerste artikel, een beschrijving van een kever, in een publicatie van de Russische Vereniging voor Entomologie. Hij beschreef daarna meer dan 500 taxa, voornamelijk keversoorten, nieuw voor de wetenschap. Hij studeerde rechten in Sint-Petersburg en werkte van 1889 tot 1892 als assistent-aanklager in Temir-Chan-Sjoera (tegenwoordig: Boejnaksk) in de oblast Dagestan. In 1892 ontvangt hij een aanzienlijke erfenis waardoor hij kan stoppen met zijn werk en kan hij terugkeren naar de hoofdstad om zich volledig aan zijn passie, de entomologie, te wijden. Hij ging werken voor het Zoölogisch Museum van de Academie van Wetenschappen. Hij bestudeerde de collecties van particulieren en musea in België, Duitsland en Frankrijk. Van 1899 tot 1901 verzamelde hij insecten in Madagaskar, waaronder vele nieuwe soorten. Hij is een van de oprichters van het Russisch Entomologisch Journaal dat gepubliceerd wordt sinds 1901. In maart 1904 pleegde hij zelfmoord op de leeftijd van vierendertig jaar.
- Système universitaire de documentation: 194272303
- Virtual International Authority File: 63147094996725080733